# 紅甜椒粉

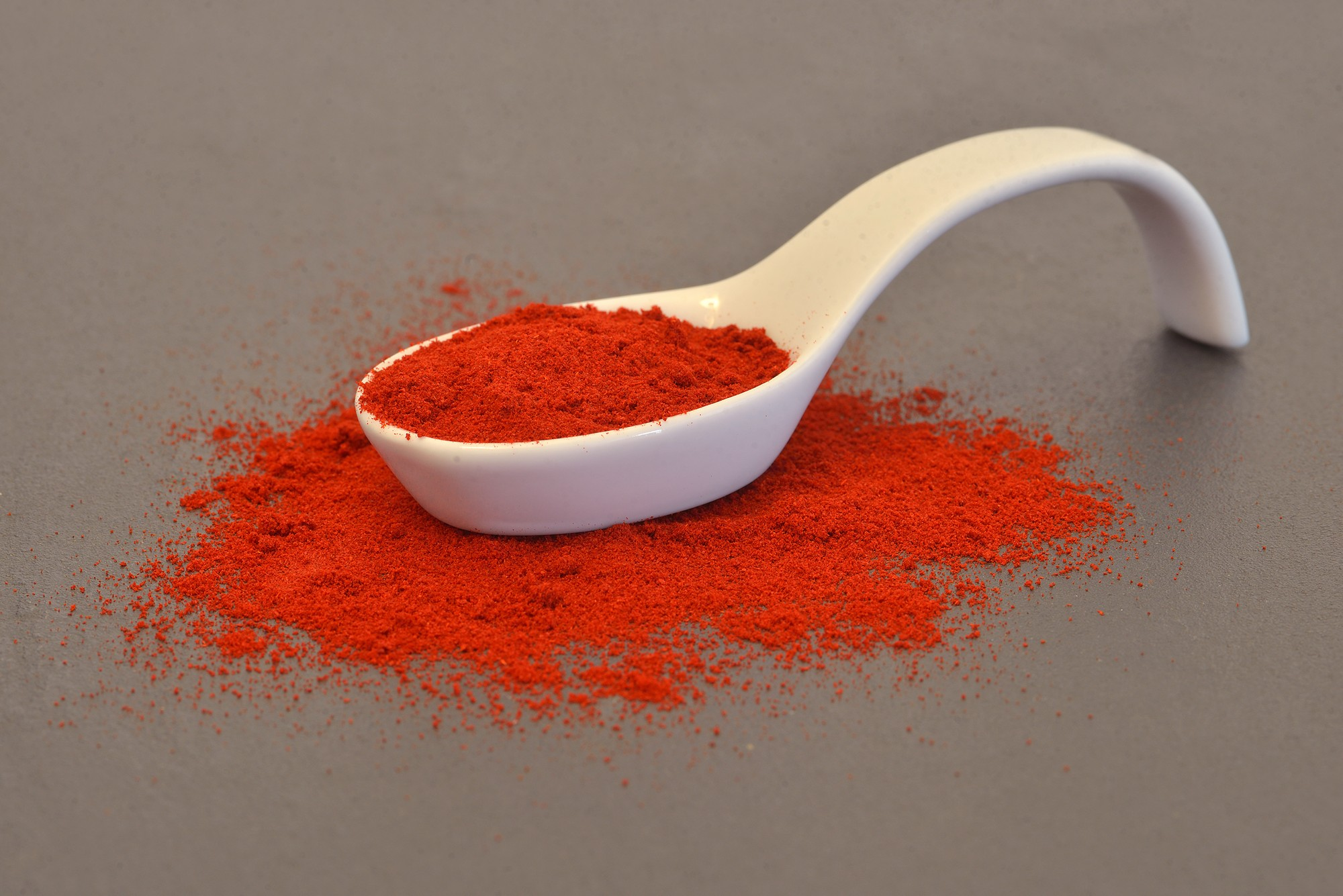
一匙辛辣的西班牙紅甜椒粉

紅甜椒粉（Paprika），亦稱為紅椒粉、辣椒粉或乾辣椒粉，是一種以紅辣椒或紅椒研磨而成的香料。在許多歐洲國家中，又特指以燈籠椒研磨成的粉末。辣椒粉多用於增加食物的顏色和味道。辣椒粉的味道亦隨著國與國之間的不同而產生變化（匈牙利的紅椒粉傳統上是相當香甜的）。

## 用法

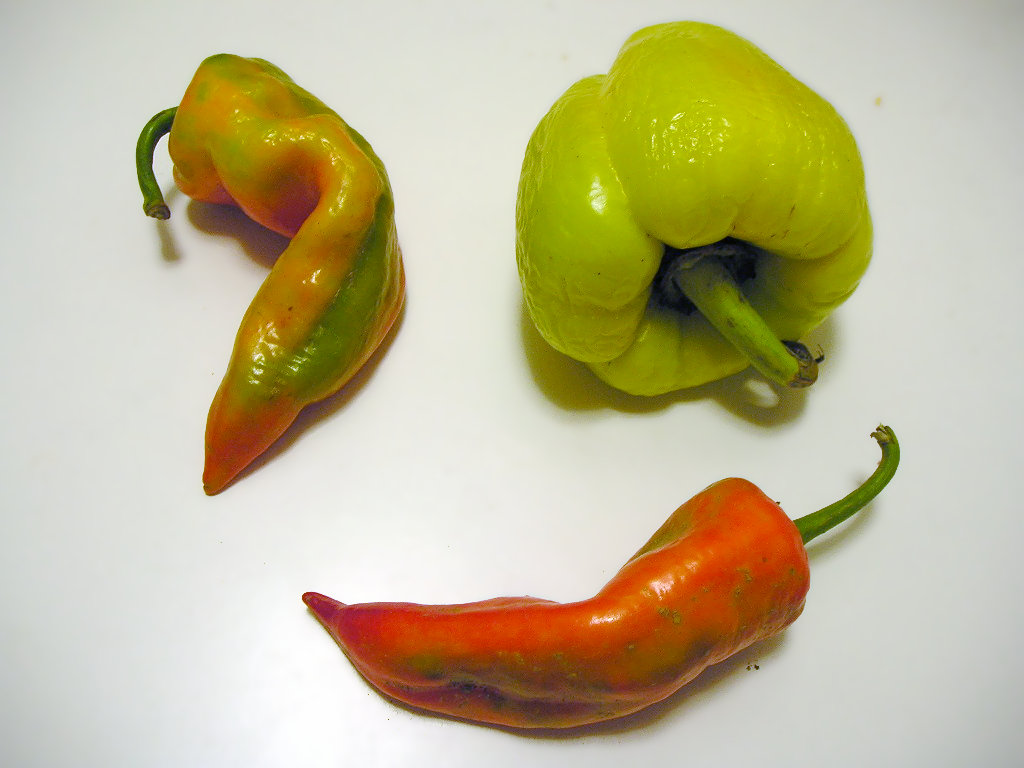
不同形狀和顏色的辣椒種子均可製作成辣椒粉

辣椒粉是令全球的菜餚多樣化的要素之一。辣椒粉（西班牙pimentón、葡萄牙colorau和尼加拉瓜chiltoma，這幾種辣椒粉並不是完全以燈籠椒所製成的，而是加上數種辣和甜的辣椒粉所製成的）辣椒粉主要地用在米飯、燉煮的食物和湯的調味。辣椒粉亦是匈牙利人常用的調味料之一，著名的匈牙利牛肉湯便使用了辣椒粉作為調味料。在西班牙、斯洛文尼亞、德國、匈牙利、捷克、斯洛伐克、波斯尼亞和黑塞哥維那、克羅地亞、 塞爾維亞、奧地利、羅馬尼亞、保加利亞、土耳其和葡萄牙，辣椒粉亦用於烹調香腸。辣椒粉亦能用於熏煮食物以增加食物的味道。
西方料理常在肉類中放進紅椒粉來提高香味。

## 益處
辣椒粉含有非常豐富的維生素C。1937年諾貝爾獎得主圣捷尔吉·奥尔贝特在1932年首次發現這個事實（在這之前，維生素C只能從科學家手上得到少量）。辣椒的種子比番茄的維生素C多六至九倍。
辣椒粉經高熱後能釋出維生素，因此，辣椒粉經高溫處理後被日曬更有營養。

## 外部連結
- Nutrition Facts and Analysis from NutritionData.com
- Paprika